# Donner János
Donner János (Hans Donner) (Svájc, 1820 körül vagy 1824. – Kaposvár, 1879. szeptember 17.) serfőzőmester Kaposvár Donner nevű városrészének alapítója.

## Élete
Szülei idősebb Donner János serfőző és felesége Anna. Svájcban született, majd Grácon és Nagykanizsán keresztül az 1850-es években, a Bach-korszakban érkezett Kaposvárra, ahol letelepedett, és 1857-ben sörfőzdét alapított és kocsmát nyitott a Kapos folyó déli részén, a Sétatér közelében, egy addig bokrokkal benőtt, homokbuckás-szemétdombos területen.
Hiába vált azonban hamarosan a kocsma a társasági élet egyik fontos helyszínévé, Donner nem kapott hivatalos engedélyt a sörfőzésre, mivel az italmérés jogának addigi kizárólagos tulajdonosa, a hercegi uradalom nem kívánt magának vetélytársat. Így a mester inkább felparcellázta az általa megvásárolt földeket, a parcellákon pedig új házak épültek, és lassan egy egész városrész alakult ki a környéken. A sörházat laktanyává alakították. Először a mai Zrínyi utcát nevezték el az alapítóról Donner utcának, majd hamarosan az egész városrész a Donner vagy Donnerváros nevet kapta. 1868. január 21-én így írt az esetről a Somogy című hetilap: „Donner János serfőző kapja magát, fejszét, kapát, ásót vesz kezébe; irtott, egyengetett, ásott, s az első épülethez hangyaszorgalommal hordta az anyagot. Sokan bámulták a merész vállalkozót, még többen nevették. Mit akar ez az ember? […] S évek folytán mi lett az eredmény? A lakatlan, puszta téren egy nagy katonai laktanya áll, melybe 3–400 embert el lehet szállásolni. Van húsz ház, csinosak, többnyire cserépre építve, s körülbelül két-harmadfélszáz lélekkel. Most úgy hívják, hogy: Donner városrész.”
Donner János 1879-ben hunyt el Kaposváron gyomorrákban. Felesége Weissensehl/Weisenzell/Veisensel Mária volt, akivel 1842. április 7-én kötött házasságot Hőgyészen, a vőlegény 22, a menyasszony 18 éves volt ekkor.
Gyermekeik:
- Antal Eduárd (Hőgyész, 1842. december 28.[6] – Kaposvár, 1911. április 17.) háztulajdonos[7]
- Mária (Hőgyész, 1844. március 28.[8] – ?)

## Emlékezete
- 2000. április 3-án Szép Tamás önkormányzati képviselő kezdeményezésére a Donnerben található Zrínyi Miklós utcai fiókkönyvtár falán Dr. Ozsváth Ferenc alpolgármester emléktáblát avatott Donner János emlékére. A táblán szereplő évszámok eredetileg hibásak voltak,[4][9] de 2019-ben új emléktáblát avattak, immár helyes évszámokkal.[10]
- 2009. augusztus 14-én a Donnerben, a Zrínyi Miklós és a Bartók Béla utca kereszteződésében található körforgalomban söröskorsó alakú szökőkutat avattak, Donner János szakmájára emlékezve.[11]
- 2017-ben nagyméretű arcképe felkerült az egyik kaposvári helyi járatos buszra.
- 2016-ban a kaposvári Noszlopy Gáspár utcában kisüzemi sörgyártás indult. Az italok a helyszínen lévő, Donner János után Hansdonner Sörháznak nevezett vendéglátó egységben fogyaszthatóak.[12]